# Пластикат
Пластикат (джеон, кохінор, велвік, люколен й ін.), м'який термопластичний матеріал на основі полівінілхлориду, який також містить пластифікатор (до 1 мас. частини на 1 мас. частину полімеру), термо- й світлостабілізатори, антиоксиданти, змазки, барвники або пігменти, іноді наповнювачі (каолін, аеросил, крейда й ін.).
Отримують інтенсивним змішування компонентів з наступною пластифікацією суміші на вальцях або в екструдері. Морозостійкість окремих видів пластикатів досягає −65 °C.
Виробляється у вигляді смуг, джгутів або гранул.
Перероблється екструзією, каландруванням, литвом під тиском.
Застосовується для ізоляції дротів та кабелів, виготовлення еластичних профілів, лент, трубок, шлангів, втулок, мембран та ін.